# Petar Svačić
Petar Svačić, poznat i kao Petar Snačić, bio je poslednji hrvatski kralj narodne krvi koji je navodno vladao od 1093. do 1097. godine. Stolovao je u Kninu i pretpostavlja se da je pod njegovom vlašću bila stara jezgra hrvatske države, bez dalmatinskih gradova i područja između rijeka Save i Drave. Zasigurno nikad nije okrunjen za kralja, jer se Zvonimirova kruna nalazila u rukama splitskog nadbiskupa Lovre.
Nakon smrti ugarskog kralja Ladislava I 1095. godine na prestolje dolazi Ladislavov najstariji sinovac Koloman, koji je nakon mirenja s papom Urbanom II krenuo u vojni pohod na Hrvatsku. Krajem aprila odnosno početkom maja 1097. godine na severnom podnožju planine Gvozd došlo je do bitke, u kojoj je kralj Petar poginuo i u istoriji ostao zapamćen kao poslednji hrvatski kralj narodne krvi. U spomen na njega planina Gvozd, naziva se Petrov gvozd odnosno Petrova gora.